# Tiit Tammsaar
Tiit Tammsaar (nascido em 7 de novembro de 1951 em Rapla) é um político estoniano. Ele já foi membro do VIII, IX. X e XII Riigikogu. Entre 2003 e 2004 foi Ministro dos Assuntos Rurais.
Ele foi membro do partido União do Povo da Estónia.